# 关东币
关东币是苏占旅大（今大连市）通行的一种地方货币，由关东公署领导下的关东银行发行。

## 发行历史
二战结束后，苏联接管了日本租借地关东州（今大连）。之后与苏军占领的东北其它地区一样，苏军当局在旅大发行了苏联红军票。后来由于严重通货膨胀，1947年5月23日至27日，旅大的苏军当局对允许流通的红军票进行加贴小票处理，并限期兑换，初步稳定了物价。但当时旅大地区的币制处于混乱状态，在旅大当地流通的货币，除贴票苏联红军票外，还有日本殖民时代沿用的满洲国币、日元及朝鲜银行券，四者并不等值。
为结束币制混乱的状态，1948年11月14日，关东公署当局决定进行第二次币制改革，由“关东银行”发行统一的“关东币”，并于11月15日至19日限期收兑。关东币与贴票苏联红军票限额等值兑换，城市居民每人限兑换5000元，农村居民每户限兑换5000元，超出部分以10元贴票苏联红军票兑换1元关东币的比值兑换。关东币的发行，统一了旅大地区的货币，初步改善了金融不良的状况，减缩了通货量，使币值提高，物价降低，市场稳定。
中华人民共和国成立后，1950年6月16日，关东银行改组为东北银行旅大分行，同日起至23日，以270元东北币兑换1元关东币的比值进行收兑。至此关东币退出历史舞台。关东币总共发行约37亿元，回收约36.7亿元，目前存世量较为稀少。

## 币值及图案
关东币分为壹圆、伍圆、拾圆、伍拾圆、壹佰圆五种面值。正面为面值、“关东银行”、“中华民国叁拾柒年印”字样及长白山天池图案，背面为轮船图案及“1948”字样，同时有篆书“关东银行”字样水印。